# 146
Năm 146 là một năm trong lịch Julius. 